# Спільне планування, прогнозування та поповнення запасів
Спільне планування, прогнозування та поповнення запасів (СПППЗ; англ. Collaborative planning, forecasting, and replenishment, CPFR) — концепція, спрямована на посилення економічної інтеграції ланцюжків поставок шляхом підтримки та сприяння спільній діяльності. CPFR — інструмент, що використовується для об'єднання та координації всіх учасників n-рівневого ланцюга поставок, у тому числі виробників, дистриб'юторів та роздрібних продавців, для прогнозування попиту, планування виробництва та закупівель, поповнення товарно-матеріальних запасів між торговими партнерами в рамках єдиного ланцюга поставок.

## Історія та автори
CPFR виникла як ініціатива у 1995 році, яку спільно розробили віце-президент Walmart з ланцюга постачання, інформаційний директор, віце-президент з розробки додатків, а також фірма з програмного забезпечення та стратегії в Кембриджі, штат Массачусетс, Benchmarking Partners. Ініціатива спочатку називалася CFAR (вимовляється See-Far, для спільного прогнозування та поповнення). Згідно зі статтею Business Week від 21 жовтня 1996 року під назвою «Очищення павутини зі складу, нове програмне забезпечення для Інтернету може зробити прогнозування швидким», «CFAR розроблений за фінансування Walmart, IBM, SAP та Manugistics. Останні два є виробниками програмного забезпечення для бухгалтерського обліку та управління ланцюгами поставок відповідно. Щоб просувати CFAR як стандарт, Benchmarking Partners опублікували специфікації в Інтернеті та проінформували більше ніж 250 компаній, включаючи Sears, JCPenney і Gillette. Близько 20 компаній впроваджують CFAR.»
Ворнер-Ламберт (нині частина Pfizer) була першою компанією, що впровадила CFAR. Результати пілотного експерименту були публічно оголошені на сесії CFAR у Гарвардському університеті 30 липня 1996 року керівниками постачальників WalMart, а також інших роздрібних продавців і GS1. Benchmarking Partners потім представили CFAR Раді директорів Комітету добровільних міжгалузевих комерційних стандартів (VICS). VICS створив промисловий комітет для підготовки до впровадження CFAR як міжнародного стандарту. Початковий комітет очолювали віце-президент з маркетингу клієнтів компанії Nabisco і віце-президент з ланцюга постачання з WalMart. На основі пропозиції віце-президента Procter & Gamble з ланцюга постачання стандарт був перейменований в CPFR, щоб підкреслити роль планування у співпраці.
Перша публікація Добровільних рекомендацій VICS CPFR вийшла в 1998 році. В даний час існують комітети «для розробки бізнес-директив і дорожніх карт для різних сценаріїв співпраці, які включають постачальників нагору, постачальників готової продукції та роздрібних продавців, які об'єднують планування та виконання попиту та пропозиції. Комітет продовжує вдосконалювати існуючі рекомендації, інструменти та критичні перші кроки, які дозволяють запровадити CPFR.» Ці комітети набули досвіду в пілотних дослідженнях, які проводилися протягом останніх шести років. VICS продовжує керувати більшою частиною досліджень та впровадження CPFR через свої керівні принципи та дослідження проекту.

## Сутність CPFR
Спільне планування, прогнозування та поповнення запасів — CPFR (Collaborative Planning, Forecasting and Replenishment) є найбільш перспективною стратегією управління ланцюгами поставок. Ця стратегія охоплює не тільки маркетингові та логістичні, але й такі процеси, як спільне планування, прогнозування та кооперативне управління. Стратегія CPFR спрямована на підвищення якості й актуальності даних, фокусує увагу на продавцях і покупцях, що вступають в кооперацію з метою якісного задоволення потреб клієнта. Коопераційні та координаційні відносини підприємств підрозділяються на чотири основні групи: Стратегія та планування, що являє собою визначення та опис процесів взаємодії, визначення спектру продуктів і їх позиціонування, розроблення стратегічних планів; Управління попитом і поставками (Demand and Supply Management): визначення методів прогнозування попиту та здійснення поставок, Виконання: розрахунок оперативних замовлень, підготовка та завершення замовлень, приймання та складування товарів, здійснення транзакцій, оплата; Аналіз: аналіз виконання планів, розрахунок результатів, розрахунок ключових індикаторів діяльності (KPI), пропозиції щодо коригування планів.
Сутність процесної моделі CPFR полягає в об'єднанні всіх партнерів з метою тісної співпраці, заснованої на наданих обом сторонам ресурсів та інформації. Після того, як були визначені цілі та умови кооперації, починається етап спільного прогнозування. Складається прогноз продажів виходячи з вимог загальних бізнес-планів. Далі складається календарний план «виняткових подій» — таких, як: надлишкова або недостатня кількість філій, маркетингові акції, впровадження нової продукції, події, які можуть вплинути на продаж продукції. На цьому етапі сплановані процеси та прогнози переходять у практичний бізнес-процес і починається процес поставок. Поки відхилення від прогнозів не торкаються виконання бізнес-процесів, потреби в замовленнях на поставку існують автономно, а плани не змінюються на заданому часовому відрізку. У разі істотних відхилень від прогнозів співробітники отримують інформацію від виробника, і починається співпраця для вирішення проблем.
CPFR включає принципи таких концепцій, як Ефективний відгук на запити споживачів (ECR), Управління запасами виробника постачальником (SMI), Управління запасами клієнта виробником/дистриб'ютором (VMI), Безперервне поповнення запасів (CRP), а також категорійний менеджмент (Category Management) та ін.
CPFR має ряд переваг, серед яких: єдине для всіх партнерів прогнозування попиту споживачів; координація співробітництва виробника та продавця — від прогнозу продажів до вирішення проблем, що виникають у бізнес-процесах; динамічний підхід до вирішення проблемних ситуацій; гарантовані поставки продукції від продавців і виробників, що базуються на загальному прогнозуванні.
CPFR широко використовується провідними постачальниками у процесі організації інтерактивних комунікацій зі своїми торговими партнерами. Технології з підтримки руху товарів від виробника через дистриб'ютора до роздрібного магазину відрізняються високою складністю та ціною. Такі мережі співробітництва на базі Вебтехнологій можуть практично миттєво видавати інформацію, що дозволяє, на думку експертів, заощадити значні кошти за рахунок скорочення наявності потрібних товарів в потрібному місці. Більше того, ланцюги поставок поступово рухаються до впровадження відкритих стандартів, що отримали назву Global Commerce Initiative. GCI дозволять підтримувати взаємодію між численними постачальниками та торговими організаціями на глобальному рівні, а не в межах окремого ланцюга поставок.
Незважаючи на те, що впровадження CPFR має багато переваг, широке поширення ця система поки отримала тільки у великих постачальників споживчих товарів. Одна з головних проблем CPFR полягає в необхідності синхронізації великої кількості даних і, отже, особливих вимогах до інформаційних технологій. Ще більш важливою проблемою є рівень довіри підприємств в ланцюзі постачань. У CPFR є ряд технічних недоліків. Інформаційні системи для CPFR здебільшого орієнтовані на обмежену кількість постачальників і торговельних організацій, маючи архітектуру «точка — точка». Але якщо з часом вони стануть глобальними системами синхронізації даних, що базуються на відкритих стандартах, то набудуть виняткової практичної значущості.
Блок-схема взаємодії постачальників та клієнтів за реалізації концепції CPFR включає в себе три основні етапи — Планування, Прогнозування та Виконання.

## Модель CPFR
CPFR спочатку була представлена в 1998 році як 9-ступеневий процес (або потік даних), починаючи з підприємств, що розробляють угоду про співпрацю. До цих процесів належать:
1. Укладення угоди про партнерство;
2. Упорядкування спільного бізнес-плану;
3. Побудова прогнозу продажів;
4. Визначення винятків для прогнозу продажів;
5. Дозвіл / спільна робота з елементами винятків;
6. Побудова прогнозу замовленнь;
7. Визначення винятків для прогнозу замовлень;
8. Дозвіл / спільна робота з елементами винятків;
9. Формування замовлення.

Потім CPFR був спрощений до п'яти загальних етапів:
1. укладення угоди про партнерство між учасниками ланцюга поставок (фіксація мети (скорочення рівня ТМЗ, недопущення втрат продажу або старіння продукції), необхідних ресурсів для співпраці (технічний засіб, програмне забезпечення), засобів конфіденційності);
2. спільне планування бізнесу (формулювання стратегії партнерства, розробка спільного реєстру подій у формі планування та критеріїв розбіжності між прогнозами між партнерами);
3. складання прогнозів попиту (з урахуванням простих методів прогнозу з експертними коригуваннями);
4. взаємний обмін прогнозами (обмін прогнозами попиту постачальника і покупця, в разі розбіжності починається процедура вироблення взаємного консенсусного прогнозу);
5. поповнення товарно-матеріальних запасів (прогноз фактично стає замовленням, в основі якого запускається процедура поповнення запасів (виробництво/закуп)).

Модель CPFR представляє аспекти, на яких зосереджені галузі. Модель забезпечує базову структуру для потоку інформації, товарів і послуг. У роздрібній індустрії «роздрібний торговець зазвичай виконує роль покупця, виробник виконує роль продавця, а споживач є кінцевим клієнтом». Центр моделі представлений як клієнт, за яким слідує середина - кільце роздрібного продавця (ретейлера) і, нарешті, зовнішнє кільце виробника. Кожне кільце моделі представляє різні функції в рамках моделі CPFR. Споживач стимулює попит на товари та послуги, роздрібний торговець є постачальником товарів та послуг, а виробник постачає в магазини роздрібної торгівлі продукт, оскільки попит на продукцію тягнеться по ланцюжку поставок кінцевим клієнтом, як споживачем.

## Ефективність
CPFR застосовується до будь-якої галузі. CPFR-програми вже відпрацьовані в багатьох галузях. Вигода зростає з кожним новим учасником процесу. CPFR прагне до спільного управління запасами через спільну видимість та поповнення продуктів по всьому ланцюжку поставок. Інформація, якою обмінюються постачальники та роздрібні продавці, допомагає у плануванні та задоволенні потреб клієнтів за допомогою підтримувальної системи обміну інформацією. Це дозволяє постійно оновлювати запаси та майбутні потреби, що робить процес наскрізного ланцюжка постачання більш ефективним. Ефективність створюється за рахунок зниження витрат на мерчандайзинг, інвентаризацію, логістику та транспортування всім торговим партнерам. Обмін інформацією між партнерами з ланцюга поставок на ранніх стадіях дає можливість скласти повніше та об'єктивніше уявлення про рівні попиту по кожному ланцюгу поставок на довгострокову перспективу.

## Критика
Впровадження CPFR на підприємствах не набуло масового характеру у зв'язку з тим, що:
- встановлено досить високий рівень недовіри лише на рівні власників, топ-менеджерів чи рядових співробітників;
- є досить високий рівень недовіри щодо спільного використання інформації;
- є конфлікт цілей;
- кожен з партнерів планує отримати оперативні дані для отримання переваги на переговорах або можливості виходу на ринок постачальника/покупця, або спровокувати загрозу невиконання плану партнера з метою отримання додаткової маржі;
- існує загроза втрати контролю над даними (фінансовими звітами, поточними виробничими планами, станом матеріальних запасів), що становлять комерційну таємницю.

## Сучасне використання
На даний момент великими компаніями які використовують CPFR є P&G, Walmart, EastmanKodak, Federated Department Stores, Hewlett-Packard, JC Penney, Kimberly Clark, Kmart, Nabisco, Procter &Gamble, Target, Walmart і Warner-Lambert. Галузями, які найбільше задіяні в CPFR, є споживчі товари та продукти харчування та напої.